# Onex
Onex – szwajcarskie miasto i gmina (fr. commune; niem. Gemeinde) położone w południowo-zachodniej części kraju, w kantonie Genewa.

## Demografia
W Onex mieszkają 18 933 osoby. W 2020 roku 36,3% populacji gminy stanowiły osoby urodzone poza Szwajcarią.

## Współpraca
Miejscowości partnerskie:
- Bandol, Francja
- Liestal, Bazylea-Okręg
- Massagno, Ticino
- Nettuno, Włochy
- Wehr, Niemcy

## Transport
Przez teren miasta przebiega droga główna nr 103.